# Zavrh pri Galiciji
Zavrh pri Galiciji – wieś w Słowenii, w gminie Žalec. W 2018 roku liczyła 145 mieszkańców.